# Marathon van Amsterdam 2001
De marathon van Amsterdam 2001 vond plaats op zondag 21 oktober 2001. Het was de 26e editie van deze marathon.
De wedstrijd bij de mannen werd beslist door de Fransman Driss El Himer, die in 2:07.02 over de finish kwam. Hij had slechts vier seconden voorsprong op de Keniaan Josephat Kiprono. Bij de vrouwen trok de Ethiopische Shitaye Gemechu aan het langste eind en won de wedstrijd in 2:28.40.

## Uitslagen

### Mannen
| rang   | naam             | land | tijd    |
| ------ | ---------------- | ---- | ------- |
| Goud   | Driss El Himer   | FRA  | 2:07.02 |
| Zilver | Josephat Kiprono | KEN  | 2:07.06 |
| Brons  | Luke Kibet       | KEN  | 2:10.18 |
| 4      | Ashebir Demisse  | ETH  | 2:10.45 |
| 5      | Stephen Cheptot  | KEN  | 2:12.10 |
| 6      | Douglas Rono     | KEN  | 2:12.40 |
| 7      | Josephat Rop     | KEN  | 2:12.58 |
| 8      | Matthew Birir    | KEN  | 2:13.58 |
| 9      | Larbi Zeroual    | FRA  | 2:15.12 |
| 10     | Abraham Limo     | KEN  | 2:17.18 |
| 11     | Rik Ceulemans    | BEL  | 2:17.19 |
| 12     | Oleg Bolokhovets | RUS  | 2:17.21 |
| 13     | Isaac Kiprono    | KEN  | 2:18.55 |
| 14     | Yrjö Pesonen     | FIN  | 2:20.09 |
| 15     | William Kipsang  | KEN  | 2:25.22 |

### Vrouwen
| rang   | naam                      | land | tijd    |
| ------ | ------------------------- | ---- | ------- |
| Goud   | Shitaye Gemechu           | ETH  | 2:28.40 |
| Zilver | Marleen Renders           | BEL  | 2:29.31 |
| Brons  | Nadezhda Wijenberg        | NED  | 2:31.45 |
| 4      | Sandra Van Den Haesevelde | BEL  | 2:31.54 |
| 5      | Dione d'Agostini          | BRA  | 2:36.50 |
| 6      | Lyudmila Afonjushkina     | RUS  | 2:40.13 |
| 7      | Amy Chalk                 | ENG  | 2:45.16 |
| 8      | Maria-José Pueyo          | ESP  | 2:48.30 |
| 9      | Agnes Hijman              | NED  | 2:50.41 |
| 10     | Tiffany Larson            | USA  | 3:00.23 |

1975 ·
1976 ·
1977 ·
1978 ·
1979 ·
1980 ·
1981 ·
1982 ·
1983 ·
1984 ·
1985 ·
1986 ·
1987 ·
1988 ·
1989 ·
1990 ·
1991 ·
1992 ·
1993 ·
1994 ·
1995 ·
1996 ·
1997 ·
1998 ·
1999 ·
2000 ·
2001 ·
2002 ·
2003 ·
2004 ·
2005 ·
2006 ·
2007 ·
2008 ·
2009 ·
2010 ·
2011 ·
2012 ·
2013 ·
2014 ·
2015 ·
2016 ·
2017 ·
2018 ·
2019 ·
2020 ·
2021 ·
2022 ·
2023 ·
2024 ·
2025